# Bjergenes uskrevne Lov
Bjergenes uskrevne Lov er en amerikansk stumfilm fra 1917 af John W. Noble.

## Medvirkende
- Mabel Taliaferro som Renie Mathis
- William Garwood som Eric Southard
- Frank Montgomery som Mathis
- William B. Davidson som Bud Weaver
- William Black som Herbert Grayson